# Robot és Mumus
A Robot és Mumus (eredeti cím: Robot and Monster) 2012-es amerikai 3D-s számítógépes animációs vígjátéksorozat, amelyet Dave Pressler, Joshua Sternin és J.R. Ventimilia alkotott.
Amerikában a Nickelodeon mutatta be 2012. augusztus 4-én. Magyarországon szintén a Nickelodeon mutatta be 2013. június 17-én.

## Cselekmény
A sorozat középpontjában Robot áll, egy zseniális feltaláló, akik lakótársával, Mumussal, egy vidám és lelkes lila teremtménnyel, valamint a kártevőből lett kisállattal, Marffal élnek együtt.
A duó a Villogó Fénygyárban dolgozik, Robot sznob idősebb testvérének, Gartnak a tulajdonában, aki szereti öccsét a lehető legnyomorúbbá tenni.

## Szereplők

### Főszereplők
- Robot (Curtis Armstrong) Egy narancssárga színű robot, minőség-ellenőrzési felügyelő a gyárban.
- Mumus (Harland Williams) Egy lila minotaurusz-szerű szörny, egy keménykalapot hord a fején. Mumus az örök optimista élete mottója, hogy "jó dolgok történnek jó emberekkel", és hogy minden ember jó.
- Marf (Curtis Armstrong) Mumus kisállata. Fémből készült, olyan, mint egy kutya, csak azt mondja: "MARF".

### Mellékszereplők
- Gart Default (Maurice LaMarche) Robot arrogáns, erőszakos bátyja.
- JD (Megan Hilty) Egy hűvös, lázadó motoros csaj, akinek legjobb barátja a szintén motoros Spitfire.
- Lucy (Jennifer Cody) Robot régi riválisa.

## Évados áttekintés
| Évad | Évad | Epizódok | Eredeti sugárzás   | Eredeti sugárzás  | Magyar sugárzás  | Magyar sugárzás    |
| Évad | Évad | Epizódok | Évadpremier        | Évadfinálé        | Évadpremier      | Évadfinálé         |
| ---- | ---- | -------- | ------------------ | ----------------- | ---------------- | ------------------ |
|      | 1    | 26 (50)  | 2012. augusztus 4. | 2012. december 8. | 2013. június 17. | 2015. december 26. |

## 1. évad
| #  | Eredeti cím               | Magyar cím               | Eredeti premier      | Magyar premier      |
| -- | ------------------------- | ------------------------ | -------------------- | ------------------- |
| 1  | Monster's Great Escape    | Mumus nagy szabadulása   | 2012. augusztus 4.   | 2013. június 17.    |
| 1  | Game Boys                 | Hajrá fiúk!              | 2012. augusztus 4.   | 2013. június 17.    |
| 2  | Between Brothers          | Testvérek között         | 2012. augusztus 11.  | 2013. június 18.    |
| 2  | Safety First              | Fő a biztonság!          | 2012. augusztus 11.  | 2013. június 18.    |
| 3  | How to Train Your Marf    | Hogy neveled a Marf-ot?  | 2012. augusztus 11.  | 2013. június 19.    |
| 3  | Blinking Light            | A villogó főnök          | 2012. augusztus 11.  | 2013. június 19.    |
| 4  | The Blimp                 | A léghajó                | 2012. augusztus 12.  | 2013. június 20.    |
| 4  | Come On, Get Happy        | A boldogság kék Robotja  | 2012. augusztus 12.  | 2013. június 20.    |
| 5  | Nobody Panic              | Semmi pánik              | 2012. augusztus 12.  | 2013. június 21.    |
| 5  | Adventures in Babysitting | A bébicsőszség veszélyei | 2012. augusztus 12.  | 2013. június 21.    |
| 6  | Speeding Ticket           | Közlekedési bírság       | 2012. augusztus 18.  | 2013. június 24.    |
| 6  | Hornica                   | Szarvacska               | 2012. augusztus 18.  | 2013. június 24.    |
| 7  | Cheer Up Wheelie          | Fel a fejjel, Guriga úr! | 2012. augusztus 18.  | 2013. június 25.    |
| 7  | Ogo's Friend              | Ogo barátja              | 2012. augusztus 18.  | 2013. június 25.    |
| 8  | Biker Girls               | Benzintyúkok             | 2012. augusztus 19.  | 2013. június 26.    |
| 8  | The Prince of Scamtown    | Kamuztán hercege         | 2012. augusztus 19.  | 2013. június 26.    |
| 9  | Pinball Wizard            | Hajmeresztő hobbik       | 2012. augusztus 19.  | 2013. június 27.    |
| 9  | Speak Marf Speak          | Néma Marf-nak anyja sem  | 2012. augusztus 19.  | 2013. június 27.    |
| 10 | Security Risk             | Biztonsági rés           | 2012. augusztus 25.  | 2013. június 28.    |
| 10 | Ogo's Birthday            | Ogo születésnapja        | 2012. augusztus 25.  | 2013. június 28.    |
| 11 | Doctor? No!               | Csak egészség legyen     | 2012. augusztus 25.  | 2013. augusztus 12. |
| 11 | Monster Invention         | Mumus találmánya         | 2012. augusztus 25.  | 2013. augusztus 12. |
| 12 | Litterbug                 | Szemetelés               | 2012. szeptember 1.  | 2013. augusztus 13. |
| 12 | Model Citizen             | Minta polgár             | 2012. szeptember 1.  | 2013. augusztus 13. |
| 13 | Grandma's Day Out         | Nagyi elszabadul         | 2012. szeptember 1.  | 2013. augusztus 14. |
| 13 | Spare Robot               | A pót Robot              | 2012. szeptember 1.  | 2013. augusztus 14. |
| 14 | Apartment 3 ½             | A 3 és feledik lakás     | 2012. szeptember 8.  | 2013. augusztus 15. |
| 14 | Don't! Walk!              | Gyalogbusz               | 2012. szeptember 8.  | 2013. augusztus 15. |
| 15 | Li'l Lugnuts              | Li'l Lugnuts             | 2012. szeptember 15. | 2013. augusztus 16. |
| 15 | Letterology               | Betülógia                | 2012. szeptember 15. | 2013. augusztus 16. |
| 16 | The Party                 | A parti                  | 2012. szeptember 22. | 2013. augusztus 19. |
| 16 | First Impressions         | Első benyomás            | 2012. szeptember 22. | 2013. augusztus 19. |
| 17 | Dirty Money               | Piszkos pénz             | 2012. szeptember 26. | 2013. augusztus 20. |
| 17 | What J.D. Wants           | J.D. esete               | 2012. szeptember 26. | 2013. augusztus 20. |
| 18 | Game On                   | Játsszunk!               | 2012. október 13.    | 2013. augusztus 21. |
| 18 | Bad News Baconeers        | Szalonnaütők             | 2012. október 13.    | 2013. augusztus 21. |
| 19 | The Package               | A csomag                 | 2012. október 20.    | 2013. augusztus 22. |
| 19 | Ogo's Cool                | Ogo, a menő              | 2012. október 20.    | 2013. augusztus 22. |
| 20 | Super Pole                | A szuperrönk             | 2012. október 27.    | 2013. augusztus 23. |
| 20 | Boomerang                 | Bumeráng                 | 2012. október 27.    | 2013. augusztus 23. |
| 21 | J.D. Loves Gart           | J.D. szereti Gart-ot     | 2012. november 3.    | 2013. augusztus 26. |
| 21 | Misery Date               | A kínos imádó            | 2012. november 3.    | 2013. augusztus 26. |
| 22 | Anger Management          | Dühkezelés               | 2012. november 10.   | 2013. augusztus 27. |
| 22 | Family Business           | Családi vállalkozás      | 2012. november 10.   | 2013. augusztus 27. |
| 23 | The Bacon Tree            | A szalonna fa            | 2012. november 17.   | 2013. augusztus 28. |
| 23 | The Dark Night            | A sötét éjszaka          | 2012. november 17.   | 2013. augusztus 28. |
| 24 | A Better Marftrap         | A Marf csapda            | 2012. december 1.    | 2013. augusztus 29. |
| 24 | Monster Lie               | A hazugság Mumusa        | 2012. december 1.    | 2013. augusztus 29. |
| 25 | Baconmas                  | Karácsonna               | 2012. december 8.    | 2015. december 26.  |
| 26 | Monster Hit               | Az igazi siker           | 2012. november 24.   | 2013. december 23.  |